# رضا چاه‌خندق
رضا چاه‌خندق (زادهٔ ۷ مرداد ۱۳۶۱) یک جودوکار اهل ایران است. 
از افتخارات وی میتوان به کسب مدال نقره وزن ۸۱ کیلوگرم مسابقات قهرمانی جودو آسیا در سال ۲۰۰۴ و مدل برنز وزن ۸۱ کیلوگرم مسابقات قهرمانی جودو آسیا در سال ۲۰۰۵ اشاره کرد.